# Azo (Unternehmen)

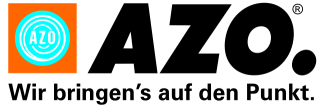
Ehemaliges Logo

AZO ist ein Unternehmen im Bereich der Automatisierung von Rohstoffen und Prozessen.

## Produkte
Die AZO-Gruppe betreibt die Planung, Fertigung und Montage von Anlagen, Systemen und Maschinen zur Automatisierung von Produktionsprozessen für das Lagern, Austragen, Sieben, Fördern, Dosieren und Wiegen von Schüttgütern, pulverförmigen Komponenten und Flüssigkeiten, vornehmlich zur Beschickung von Mischprozessen.
AZO-Lösungen, Systeme und Produkte werden in der Lebensmittel-, Pharma-, Kosmetik- und chemischen Industrie, Tiernahrung sowie in der Verarbeitung und Herstellung von Kunststoffen eingesetzt.
Ihr Portfolio umfasst Dosieranlagen, Big-Bag Entleersysteme, Container-, Förder-, Saugwiege-, Sieb-, Silo- und Austragssysteme, sowie die entsprechenden IT-Systeme für Anlagen-, Mischer-, Prozess- und Rezeptursteuerung, Chargenrückverfolgung, Fernwartung, Visualisierung, Support, Tracking und Tracing, und weitere Anwendungen.

## Geschichte
1949 eröffnete Adolf Zimmermann gemeinsam mit seiner Frau Marianne einen Mühlenbaubetrieb in einem ehemaligen Schafstall in Osterburken. Zu Beginn konstruierte er nach Feierabend Maschinen für Mühlen und Bäckereibetriebe. 1951 baute er die erste Grießputzmaschine „Pyramidal“ und 1952 kam die erste Zentrifugal-Mehlsiebmaschine „Triumpf“ von AZO auf den Markt. Diese gilt als Prototyp der heutigen Wirbelstrom-Siebmaschinen und wurde in Kooperation mit einem Bäckermeister konzipiert. Bereits Mitte der 1950er Jahre versorgte AZO das Bäckereihandwerk und die Brotindustrie mit kompletten Mehl-, Sieb-, Auflockerungs- und Temperieranlagen. 
1963 zog das Unternehmen mit 80 Mitarbeitern in eine neue 2.500 m² große Halle ein. Die Entwicklung pneumatischer Saugwiegesysteme zur Beschickung von Knetern und Mischern und von Silos in Schalenbauweise, die durch ein genormtes Baukastensystem in jedes Gebäude passen, lief erfolgreich. Die verstärkten Vertriebsaktivitäten machten AZO nach wenigen Jahren zum Marktführer auf diesem Gebiet. 
1978 wurde die erste ausländische Vertriebsgesellschaft in Memphis (Tennessee) gegründet. Bis 1979 fertigte AZO komplexe Schützsteuerungen. 1980 startete AZO die Entwicklung einer speziellen Zuführsoftware und begann den Bau von elektronischen Wiegesteuerungen. Ein Großauftrag der Gewürzindustrie führte 1983 zur Entwicklung und zum Einsatz von vollautomatischen Dosiercontainer-Systemen. In den 1980er Jahren entwickelte AZO Anlagen zur Kleinkomponentenautomation. Unterschiedliche Gebinde wie Säcke, Big-Bags und Container verlangten unterschiedliche Anforderungen in der Automation. Hierfür entwickelte das Unternehmen Handlingsysteme für die verschiedenen Gebinde.

### Entwicklung ab 1990
Vom 1. Januar 1990 bis zum 31. Dezember 2017 wurde das Unternehmen AZO GmbH & Co. KG von Adolf Zimmermanns Söhnen Robert und Rainer Zimmermann geleitet. Mit Denise Zimmermann trat 2013 bereits die dritte Generation der Familie Zimmermann in die Geschäftsleitung ein. 
Der Firmengründer Adolf Zimmermann starb am 15. März 2013 im Alter von 90 Jahren. Für seine langjährige Mitarbeit im Gemeinderat der Stadt Osterburken und für seine Unternehmertätigkeit wurde ihm 1987 die Ehrenbürgerwürde der Stadt Osterburken verliehen. 1988 erhielt er das Bundesverdienstkreuz am Bande. Auch seine Söhne engagieren sich gesellschaftlich. Robert Zimmermann ist im Aufsichtsrat der Dualen Hochschule Baden-Württemberg und im Vorstand des örtlichen Hochschulrates der DHBW Mosbach.
Seit dem 1. Januar 2018 ist Rainer Zimmermann der alleinige Geschäftsführer der AZO-Gruppe.

## Unternehmensstruktur
Die AZO-Gruppe beschäftigt 1038 Mitarbeiter (Stand 1/2017) und hat im Jahr 2016 180 Millionen Euro weltweit erwirtschaftet. Die AZO-Gruppe hat ihren Stammsitz in Osterburken und Standorte in Neckarsulm, Hannover, sowie Neuenburg am Rhein. International betreibt die Unternehmensgruppe Vertriebsgesellschaften in den USA, Belgien, Frankreich, Thailand, Vereinigtes Königreich, Volksrepublik China und Russland.
Im Jahr 2004 wurde die 1979 von Dieter Herzig gegründete Firma hsh-systeme für prozess-IT GmbH zur Erstellung von Prozessleit- und Visualisierungstechnik in die AZO-Gruppe integriert. Anfang 2008 wurde die Firma zoatec GmbH für flüssige und halbfeste Güter in Neuenburg gegründet. Seit der Einführung einer neuen Corporate Identity innerhalb der AZO-Gruppe im Jahr 2013 treten die Schwesterfirmen als AZO CONTROLS GmbH (vormals hsh-systeme) und AZO LIQUIDS GmbH (vormals zoatec) auf.
Zum 1. Januar 2019 wurden die zwei Schwestergesellschaften AZO CONTROLS GmbH und AZO GmbH & Co. KG im Wege der rechtlichen Verschmelzung zusammengeschlossen. Übernehmende Gesellschaft ist dabei die AZO GmbH & Co. KG.